# NGC 5487
NGC 5487 је спирална галаксија у сазвежђу Волар која се налази на NGC листи објеката дубоког неба.
Деклинација објекта је + 8° 4' 10" а ректасцензија 14h 9m 43,9s. Привидна величина (магнитуда) објекта NGC 5487 износи 14,0 а фотографска магнитуда 14,8. NGC 5487 је још познат и под ознакама MCG 1-36-21, CGCG 46-61, IRAS 14072+0818, PGC 50537.